# Bessuéjouls
Die Gemeinde Bessuéjouls (okzitanisch Bessuèjols) mit 223 Einwohnern (Stand 1. Januar 2022) liegt in der französischen Region Okzitanien (zuvor Midi-Pyrénées) im Département Aveyron. Seine Einwohner nennen sich Bessuéjolien.
Der Ort liegt am Fernwanderweg GR 65, welcher weitgehend dem historischen Verlauf des französischen Jakobsweges „Via Podiensis“ folgt.

## Geografie und Verkehr
Bessuéjouls liegt im Zentralmassiv in einem kleinen linken Seitental des Lot zwischen Espalion und Estaing. Die nächsten französischen Großstädte sind Lyon (215 km) im Nordosten, Toulouse (145 km) im Südwesten, Bordeaux (265 km) im Westen und Montpellier (137 km) im Südosten.
Der nächste Flughafen ist Rodez-Marcillac, der unter anderem von Air France und von Ryanair angeflogen wird. Über die D85 liegt er circa 35 Straßenkilometer entfernt. Die nächste Bahnstation befindet sich ebenfalls in Rodez.

Mit dem Auto erreicht man den Ort nach circa fünf Kilometern von Espalion in nordwestliche Richtung über die D556 und D556e.

## Geschichte
Der Name Bessuéjouls ist wohl keltischen Ursprungs. Erste schriftliche Erwähnung findet der Ort, als 1085 die Chorherren von Pébrac dem Bischof von Rodez ein dort gelegenes Heiligtum übertragen. Dabei handelt es sich wohl um die heutige Kirche St-Pierre-de-Bessuéjouls.

### Einwohnerentwicklung
| Jahr      | 1793 | 1806 | 1836 | 1886 | 1901 | 1936 | 1962 | 1982 | 1990 | 1999 | 2006 | 2016 |
| Einwohner | 334  | 1560 | 601  | 513  | 457  | 356  | 285  | 211  | 224  | 225  | 229  | 217  |

## Jakobsweg (Via Podiensis)
In Bessuéjouls gibt es nur sehr beschränkte Übernachtungsmöglichkeiten. Die nächste größere Ortschaft auf dem Jakobsweg ist Estaing am Lot. Der eigentliche Weg führt nur an der Kirche Saint-Pierre vorbei und biegt dann nach Nordwesten ab, ohne den Ortskern zu durchqueren.

## Sehenswürdigkeiten
- Die Kirche Saint-Pierre ist im romanischen Stil aus dem roten Buntsandstein der Region errichtet. Die eigentlich schlichte Kirche beherbergt in ihrem Turm eine Besonderheit. Die dort untergebrachte Michaeliskapelle ist durch zwei schmale Wendeltreppen zu erreichen. Diese im romanischen und vorromanischen Baustil errichtete Kapelle enthält einen Altar aus karolingischer Zeit, dem 9. Jahrhundert. Der Altar wird von Erzengel Michael als Drachentöter und einem weiteren Engel mit Spruchband geschmückt. Die Kapelle ist als Arkadengewölbe ausgeführt, die Kapitelle sind mit Fabelwesen, Engeln und filigranen karolingischen Flechtbandmustern geschmückt.